# Joel Sotolongo
Joel Sotolongo (* 12. Dezember 1982) ist ein ehemaliger kubanischer Gewichtheber.

## Karriere
Sotolongo gewann bei den Panamerikanischen Meisterschaften 2004 in Cali die Silbermedaille in der Klasse bis 85 kg. Bei den Weltmeisterschaften 2006 in Santo Domingo startete er in der Klasse bis 94 kg und belegte Platz 13. 2007 erreichte er bei den Weltmeisterschaften in Chiang Mai Platz sieben. Bei den Panamerikanischen Meisterschaften 2008 in Callao gewann Sotolongo Gold in der Klasse bis 105 kg. Bei der Dopingkontrolle wurde er jedoch positiv auf Metandienon getestet. Er wurde disqualifiziert und für vier Jahre gesperrt.